# Przywry Polski
W Polsce stwierdzono ponad 320 gatunków dorosłych postaci przywr (Trematoda) oraz kolejnych kilkanaście gatunków cerkarii. Wszystkie gatunki są pasożytami często o skomplikowanym cyklu rozwojowym.

## Przywry (Trematoda)

### AspidogastreaFaust & Tang, 1936

#### AspidogastrioideaPoche, 1907
Rodzina Aspidogastridae Poche, 1907
- Aspidogaster conchicola Baer, 1827

### Przywry właściwe (DigeneaCarus, 1863)

#### DiplostomidaOlson, Cribb, Tkach, Bray & Littlewood, 2003

##### Clinostomoidea
Rodzina Clinostomidae
- Clinostomum complanatum (Rudolphi, 1814)
- Euclinostomum heterostomum (Rudolphi, 1809)

##### Cyclocoeloidea
Rodzina Cyclocoelidae
- Cyclocoelum mutabile (Zeder, 1800)
- Cyclocoelum polonicum Machalska, 1980
- Hyptiasmus oculeus Kossack, 1911

Rodzina Typhlocoeliidae
- Tracheophilus cymbium (Diesing, 1850)
- Typhlocoelum cucumerinum (Rudolphi, 1809)

##### DiplostomoideaPoirier, 1886
Rodzina Strigeidae Railliet, 1919
- Strigea falconis Szidat, 1928
- Strigea spahaerula (Rudolphi, 1803)
- Strigea strigis (Schrank, 1788)
- Parastrigea flexilis (Dubois, 1934)
- Parastrigea robusta Szidat, 1928
- Apharyngostrigea cornu (Zeder, 1800)
- Ophiosoma patagiatum (Creplin, 1846)
- Apatemon annuligerum (Nordmann, 1832)
- Apatemon gracilis (Rudolphi, 1819)
- Apatemon somateriae Dubois, 1948
- Australapatemon fuhrmanni Dubois, 1937
- Australapatemon minor Yamaguti, 1933
- Cardiocephalus longicollis (Rudolphi, 1819)
- Cotylurus brandivitellosus (Belogurov, Maksimova et Tolkacheva, 1966)
- Cotylurus cornutus (Rudolphi, 1808)
- Cotylurus hebraicus Dubois, 1934
- Cotylurus raabei (Bezubik, 1956)
- Cotylurus syrius Dubois, 1934
- Ichtyocotylurus erraticus (Rudolphi, 1809)
- Ichtyocotylurus pileatus (Rudolphi, 1802)
- Ichtyocotylurus platycephalus (Creplin, 1825)
- Ichtyocotylurus variegatus (Creplin, 1825)
- Nematostrigea serpens (Nitzsch, 1819)

Rodzina Diplostomidae Poirier, 1886
- Diplostomum baeri Dubois, 1937
- Diplostomum commutatum (Diesing, 1850)
- Diplostomum flexicaudum (Cort et Brooks, 1928)
- Diplostomum gavium (Guberlet, 1922)
- Diplostomum mergi Dubois, 1932
- Diplostomum paracaudum (Iles, 1959)
- Diplostomum pseudospathaceum Niewiadomska, 1984
- Diplostomum spathaceum (Rudolphi, 1819)
- Diplostomum numericum Niewiadomska, 1988
- Tylodelphys clavata (Nordmann, 1832)
- Tylodelphys cranaria (Diesing, 1850
- Tylodelphys excavata (Rudolphi, 1803)
- Tylodelphys podicipina Kozicka et Niewiadomska, 1960
- Neodiplostomum acutum Dubois, 1937
- Neodiplostomum perlatum (Ciurea, 1911)
- Neodiplostomum spathoides Dubois, 1937
- Neodiplostomum spathula (Creplin, 1829)
- Posthodiplostomum brevicaudatum (Nordmann, 1832)
- Posthodiplostomum cuticola (Nordmann, 1832)
- Posthodiplostomum minimum (MacCallum, 1921)
- Ornithodiplostomum scardinii (Schulman, 1852)
- Pulvinifer maerostomum (Jagerskiold, 1900)
- Codonocephalus urniger (Rudolphi, 1819)
- Alaria alata (Goeze, 1782)

Rodzina Cyathocotylidae Mühling, 1898
- Cyathocotyle bithyniae Sudarikov, 1974
- Cyathocotyle opaca (Wiśniewski, 1934)
- Cyathocotyle prussica Muhling, 1896
- Holostephanus curoniensis (Szidat, 1933)
- Mesostephanus alopicus Malczewski, 1964
- Paracoenogonimus ovatus Katsurada, 1914

##### SchistosomoideaStiles & Hassall, 1898
Rodzina Aporocotylidae Odhner, 1912
- Sanguinicola armata Plehn, 1905
- Sanguinicola inermis Plehn, 1905
- Sanguinicola intermedia Ejsmont, 1926
- Sanguinicola volgensis (Rasin, 1929)

Rodzina Schistosomidae Stiles & Hassall, 1898
- Bilharziella polonica (Kowalewski, 1895)
- Dendritobilharzia anatinarum Chaetum, 1941
- Dendritobilharzia pulverulenta (Braun, 1901)
- Gigantobilharzia mazuriana Khalifa, 1974
- Gigantobilharzia monocotylea Szidat, 1930

##### BrachylaimoideaJoyeux & Foley, 1930
Rodzina Brachylaimidae Joyeux & Foley, 1930
- Brachylaime arquatum (Dujardin, 1845)
- Brachylaime fulvum Dujardin, 1843
- Brachylaime fuscatum (Rudolphi, 1819)
- Brachylaime mesostomum (Rudolphi, 1803)
- Brachylaime spinosulum (Hofmann, 1899)
- Postharmostomum commutatum (Diesing, 1858)
- Amblosoma exile Pojmańska, 1972
- Leucochloridiomorpha lutea (Baer, 1827)
- Pseudoleucochloridium soricis (Sołtys, 1952)
- Ithyogonimus talpae (Goeze, 1782)

Rodzina Leucochloridiidae Poche, 1907
- Leucochloridium paradoxum Carus, 1835
- Leucochloridium perturbatum Pojmańska, 1969
- Leucochloridium subtilis Pojmańska, 1969
- Leucochloridium vogtianum Baudon, 1881
- Michajlovia migrata Pojmańska, 1973
- Neoleucochloridium Holostomum (Rudolphi, 1819)
- Urogonimus caryocatactis (Zeder, 1800)
- Urogonimus macrostomus (Rudolphi, 1803)
- Urotocus rossittensis (Muhlig, 1898)

#### PlagiorchiidaLa Rue, 1957

##### BucephalataLa Rue, 1926

###### BucephaloideaPoche, 1907
Rodzina Bucepahlidae
- Bucepahlus polymorphus Baer, 1927
- Rhipidocotyle campanula (Dujardin, 1845)
- Prosorhynchus squamatus Odhner, 1905

###### GymnophalloideaOdhner, 1905
Rodzina Gymnophallidae Odhner, 1905
- Gymnophallus bursicola Odhner, 1900
- Meiogymnophallus macrophorus (Jameson et Nicoll, 1913)
- Meiogymnophallus minutus Cobbod, 1859)
- Parvatrema affine (Jameson et Nicoll, 1913)

##### EchinostomataLa Rue, 1926

###### EchinostomatoideaLooss, 1902
Rodzina Echinostomidae Looss, 1899
- Echinostoma chloropodis (Zeder, 1800)
- Echinostoma grandis Baschkirova, 1946
- Echinostoma paraulum Dietz, 1909
- Echinostoma revoltum (Frolich, 1802)
- Echinostoma robustum Yamaguti, 1935
- Echinostoma sarcinum Dietz, 1909
- Echinostoma stantchinskii Semenov, 1927
- Echinostoma travassosi Skrjabin, 1927
- Chaunocepahlus ferox (Rudolphi, 1795)
- Echinoparyphium aconiatum Dietz, 1909
- Echinoparyphium agnatum Dietz, 1909
- Echinoparyphium clerici Skrjabin, 1915
- Echinoparyphium nordiana Baschkirova, 1941
- Echinoparyphium pseudorecurvatum Kiseliene et Grabda-Kazubska 1990
- Echinoparyphium recurvatum (Linstow, 1873)
- Himasthla secunda (Nicoll, 1906)
- Hypodereum conoideum (Bloch, 1782)
- Hypodereum skrjabini Oschmarin, 1946
- Ignavia ciconiae Sulgostowska, 1964
- Isthmiophora mehlis (Schrank, 1788)
- Isthmiophora spiculator (Dujardin, 1845)
- Moliniella anceps (Molin, 1859)
- Paryphostomum radiatum (Dujardin, 1845)
- Patagifer bilobus (Rudolphi, 1819)
- Pegosomum spiniferum Ratz, 1903
- Petasiger exaeretus Dietz, 1909
- Petasiger neocomense Fuhrmann, 1927
- Sodalis spathulatus (Rudolphi, 1819)
- Echinochasmus amphibolus Kotlan, 1922
- Echinochasmus beleocephalus (Linstow, 1875)
- Echinochasmus coaxatus Dietz, 1909
- Echinochasmus dietzevi Issaitschikoff, 1927
- Echinochasmus perfoliatus (Ratz, 1908)
- Echinochasmus spinosus Odhner, 1911
- Episthium bursicola (Creplin, 1837)
- Episthium colymbi Shigin, 1956
- Mesorchis pseudoechinatus (Olsson, 1876)
- Monilifer spinulosus Rudolphi, 1809

Rodzina Cathaemasiidae
- Cathaemasia hians (Rudolphi, 1809)

Rodzina Fasciolidae Railliet, 1895
- Fasciola hepatica Linnaeus, 1758
- Fasciola magna (Bassi, 1875)
- Parafasciolopsis fasciolaemorpha Ejsmont, 1932

Rodzina Psilostomidae Looss, 1900
- Psilostomum brevicolle (Creplin, 1825)
- Psilochasmus oxyurus (Creplin, 1825)
- Apopharynx bolodens (Braun, 1902)
- Psilotornus confertus Machalska, 1974
- Psilotrema brevis Oschmarin, 1963
- Psilotrema marki Skvortsov, 1934
- Psilotrema oligoon (Linstow, 1887)
- Psilotrema pharyngeatum J. Grabda, 1954
- Psilotrema simillimum (Muhling, 1898)
- Psilotrema spiculigerum (Muhling, 1898)
- Sphaeridiotrema globulus (Rudolphi, 1819)

Rodzina Eucotylidae Cohn, 1904
- Eucotyle cohni Skrjabin, 1924
- Eucotyle wehri Price, 1920
- Eucotyle zakharovi Skrjabin, 1920
- Tanaisia atra (Nezlobinsky, 1926)
- Tanaisia fedtschenkoi Skrjabin, 1924
- Tanaisia longivitellata Sthrom et Skrjabin, 1947
- Tamerlania zarudnyi Skrjabin, 1924

##### LepocreadiataOlson, Cribb, Tkach, Bray & Littlewood, 2003

###### LepocreadioideaOdhner, 1905
Rodzina Lepocreadiidae Odhner, 1905
- Deropristis inflata (Molin, 1859)
- Opechona bacillaris (Molin, 1859)

##### MonorchiataOlson, Cribb, Tkach, Bray & Littlewood, 2003

###### MonorchioideaOdhner, 1911
Rodzina Monorchiidae Odhner, 1911
- Asymphlodora demeli Markowski, 1933
- Asymphlodora imitans (Muhling, 1898)
- Asymphlodora kubanicum (Issaitschikoff, 1928)
- Asymphlodora markewitschi Kulakovskaja, 1947
- Asymphlodora tincae (Modeer, 1790)
- Palaeorchis incognitus Szidat, 1943
- Palaeorchis unicus Szidat, 1943

##### PronocephalataOlson, Cribb, Tkach, Bray & Littlewood, 2003

###### Paramphistomoidea
Rodzina Diplodiscidae
- Diplodoscus subclavatus (Pallas, 1760)
- Ophistodiscus diplodiscoides Cohn, 1904

Rodzina Paramphistomidae
- Paramphistomum cervi Schrank, 1790
- Paramphistomum ichigawai Fukui, 1922
- Stichorchis subtriquetrus (Rudolphi, 1814)

###### PronocephaloideaLooss, 1899
Rodzina Notocotylidae Lühe, 1909
- Catatropis verrucosa (Frolich, 1789)
- Notocotylus attenuatus (Rudolphi, 1809)
- Notocotylus diserialis Sinitzin, 1896
- Notocotylus ephemera (Nitzsch, 1817)
- Notocotylus imbricatus (Looss, 1894)
- Notocotylus linearis (Rudolphi, 1819)
- Notocotylus noyeri Joyeux, 1922
- Notocotylus pacifer (Noble, 1933)
- Paramonostomum alveatum (Mehlis in Creplin, 1846)

##### Troglotrematoidea
Rodzina Orchipedidae
- Mammorchipedum isostomum (Rudolphi, 1819)
- Orchipedum tracheicola Braun, 1901

##### Xiphidiata Olson, Cribb, Tkach, Bray & Littlewood, 2003

###### Allocreadioidea Looss, 1902
Rodzina AllocreadiidaeLooss, 1902
- Allocreadium dogieli Koval, 1850
- Allocreadium isoporum (Looss, 1894)
- Allocreadium markevitschii Koval, 1949
- Bunodera luciopercae (Muller, 1776)
- Crepidostomus farionis (Muller, 1784)
- Crepidostomus metoecus (Braun, 1900)
- Orientocreadium pseudobagri Yamaguti, 1934
- Orientocreadium siluri Dubinina et Bychowsky, 1954

Rodzina Opecoelidae Ozaki, 1925
- Nicolla skrjabini (Ivanitzky, 1928)
- Nicolla wisniewskii (Ślusarski, 1958)
- Plagioporus angulatus (Dujardin, 1845)
- Plagioporus stefanskii Ślusarski, 1958
- Sphaerostoma bramae (Muller, 1776)
- Sphaerostoma globiporum (Rudolphi, 1802)
- Sphaerostoma maius Janiszewska, 1949
- Sphaerostoma salmonis Ślusarski, 1958

###### Gorgoderoidea Looss, 1901
Rodzina Dicrocoelidae
- Brachylecithum attenuatum Dujardin, 1845)
- Brachylecithum donicum (Issaitschikoff, 1919)
- Brachylecithum lobatum (Railliet, 1900)
- Conspicum acuminatum (Nicoll, 1915)
- Dicrocoelium dendriticum (Rudolphi, 1819)
- Dicrocoelium soricis (Diesing, 1858)
- Lutztrema monentron (Price et McIntosh, 1935)
- Lyperosomum armenicum (Shcherbakova, 1924)
- Lyperosomum clathratum (Deslongchamps, 1824)
- Lyperosomum longicauda (Rudolphi, 1809)
- Lyperosomum oswaldoi (Travassos, 1917)
- Lyperosomum petiolatum Railliet, 1900
- Platynosomum semifuscum Looss, 1907
- Prosolecithus pellucidus (Pojmańska, 1956)

Rodzina Gorgoderidae Looss, 1899
- Gorgodera cygnoides (Zeder, 1800)
- Gorgodera loossi Sinicyn, 1905
- Gorgodera pagenstecheri Sinicyn, 1905
- Gorgodera varsoviensis Sinicyn, 1905
- Gorgoderina alobata Lees et Mitchell, 1965
- Gorgoderina vitelliloba (Olsson, 1876)
- Phyllodistomum dogieli Pigulevsky, 1953
- Phyllodistomum elongatum Nybelin, 1926
- Phyllodistomum folium (Olfers, 1816)
- Phyllodistomum macrocotyle (Luhe, 1909)
- Phyllodistomum pseudofolium Nybelin, 1926
- Phyllodistomum simile Nybelin, 1926

###### Microphalloidea Ward, 1901
Rodzina Microphallidae Ward, 1901
- Levinseniella, propinqua Jagerskiold, 1907
- Maritrema subdolum Jagerskiold, 1909
- Spelotrema papillorobustrum Rankin, 1940

Rodzina Prosthogonimidae Lühe, 1909
- Prosthogonimus cuneatus (Rudolphi, 1809)
- Prosthogonimus ovatus (Rudolphi, 1803)
- Schistogonimus rarus (Braun, 1901)

Rodzina Renicolidae Dollfus, 1939
- Renicola lari Timon-David, 1933
- Renicola pinguis (Mehlis, 1831)

###### PlagiorchioideaLühe, 1901
Rodzina Brachycoelidae
- Brachycoelium salamandrae (Frolich, 1789)

Rodzina Cepahlogonimidae
- Cephalogonimus retusus Dujardin, 1845)

Rodzina Lecithodendridae
- Alassogonoporus amphoraeformis (Modlinger, 1930
- Acanthatrium tatrense Zdzitowiecki, 1967
- Eumegacetes komarovi Skrjabin, 1948
- Lecithodendrium granulosum Looss, 1907
- Lecithodendrium linstovi Dollfus, 1931
- Lecithodendrium mystacini Zdzitowiecki, 1969
- Lecithodendrium pyramidum (Looss, 1896)
- Lecithodendrium spathulatum (Ozaki, 1929)
- Mosesia microsoma (Sungh, 1926)
- Mosesia pavlovskii Khotenovsky, 1967
- Mosesia sittae Oschmarin, 1970
- Ophiosacculus mehelyi (Modlinger, 1930)
- Parabascus dubois (Hurkova, 1961)
- Parabascus lepidotus Looss, 1907
- Parabascus oppositus Zdzitowiecki, 1969
- Parabascus semisquamosus (Braun, 1900)
- Czosnowia joannae Zdzitowiecki, 1967
- Prosthodendrium aelleni Dubois, 1956
- Prosthodendrium ascidia (Van Beneden, 1873)
- Prosthodendrium chilostomum (Mehlis, 1831)
- Prosthodendrium cryptolecithum Zdzitowiecki, 1969
- Prosthodendrium ilei Zdzitowiecki, 1969
- Prosthodendrium longiforme (Bhalerao, 1929)
- Prosthodendrium magnum Rysavy, 1956
- Prosthodendrium mirabile Zdzitowiecki, 1969
- Pycnoporus heteroporus (Dujardin, 1845)
- Pycnoporus hurkovae (Dubois, 1960)
- Pycnoporus megacotyle (Ogata, 1939)
- Brandesia turgida Brandes, 1888)
- Pleurogenes claviger (Rudolphi, 1819)
- Pleurogenes hepaticola Grabda-Kazubska, 1973
- Pleurogenes intermedius Issaitschikoff, 1926
- Pleurogenes loossi Africa 1930
- Pleurogenoides medians (Olsson, 1876)
- Prosotocus confusus (Looss, 1894)
- Prosotocus mirabilis B. Grabda, 1958

Rodzina Plagiorchiidae Lühe, 1901
- Astiotrema trituri B. Grabda, 1959
- Haematoloechus abbreviatus (Bychowsky, 1932)
- Haematoloechus asper Looss, 1899
- Haematoloechus variegatus (Rudolphi, 1819)
- Macrodera longicollis (Abildgaard, 1806)
- Metaleptophallus gracillimus (Luhe, 1909)
- Leptophallus nigrovenosus (Bellingham, 1844)
- Neoglyphe locellus Kossack, 1910
- Neoglyphe sobolevi Shaldybin, 1953
- Opisthioglyphe ranae (Frolich, 1791)
- Opisthioglyphe rastelus (Olsson, 1876)
- Paralepoderma brumpti (Buttner, 1950)
- Paralepoderma cloacicola (Luhe, 1909)
- Paralepoderma progeneticum (Buttner, 1950)
- Plagiorchis elegans (Rudolphi, 1802)
- Plagiorchis laricola Skrjabin, 1924
- Plagiorchis maculosus (Rudolphi, 1802)
- Plagiorchis nanus (Rudolphi, 1802)
- Plagiorchis polonicus Sołtys, 1954
- Plagiorchis proximus Barker, 1915
- Plagiorchis vespertilionis (Muller, 1780)
- Rubenstrema exasperatum (Rudolphi, 1819)
- Rubenstrema opisthovitellinus (Sołtys, 1854)
- Symmetricatesticula mordovii (Shaldybin, 1958)
- Skrjabinoeces similis (Looss, 1899)

Rodzina Stomylotrematidae
- Laterotrema arenula (Creplin, 1825)
- Laterotrema vexans (Braun, 1901)

Rodzina Telorchiidae Looss, 1899
- Telorchis assula (Dujardin, 1845)

##### HemiurataSkrjabin & Guschanskaja, 1954

###### AzygioideaLühe, 1909
Rodzina Azygiidae  Lühe, 1909
- Azygia lucii (Muller, 1776)
- Azygia mirabilis (Braun, 1891)

###### HemiuroideaLooss, 1899
Rodzina Hemiuridae Looss, 1899
- Lecithocladium excisum (Rudolphi, 1819)
- Hemiurus luehei Odhner, 1805
- Hemiurus ocreatus (Molin, 1868)
- Hemiurus raabei Ślusarski, 1958
- Aphanurus balticus Ślusarski, 1957
- Lecithaster gibbosus (Rudolphi, 1802)

Rodzina Lecithastreidae Odhner, 1905
- Brachyphallus crenatus (Rudolphi, 1802)

Rodzina Derogenidae Nicoll, 1910
- Halipegus ovocaudatus (Vulpian, 1858)

##### OpisthorchiataLa Rue, 1957

###### OpisthorchioideaBraun, 1901
Rodzina Heterophyidae Leiper, 1909
- Apophallus brevis (Ransom, 1920)
- Apophallus donicus (Skrjabin et Lindtrop, 1919)
- Apophallus muehlingi (Jagerskiold, 1899)
- Cryptocotyle concavum (Creplin, 1825)
- Cryptocotyle lingua (Creplin, 1825)
- Euryhelmis squalma (Rudolphi, 1918
- Galactosomum baylisi (Gohar, 1930)
- Heterophyes heterophyes (Siebold, 1853)
- Pygidiopsis genata Looss, 1907

Rodzina Opisthorchiidae Looss, 1899
- Euamphimerus pancreaticus Baer, 1960
- Metorchis albidus (Braun, 1893)
- Metorchis crassiusculus (Rudolphi, 1809)
- Metorchis progeneticus Markowski, 1936
- Metorchis xanthosomus (Creplin, 1846)
- Opisthorchis felineus (Rivolta, 1884)
- Opisthorchis longissimus (Linstow, 1833)
- Pseudamphistomum truncatum (Rudolphi, 1819)

Gatunki opisane w stadium larwalnym:
- Cercaria pseudogracilis Zdun, 1959
- Cercaria linearis Wesenber-Lund, 1934
- Cercaria vilanoviensis Zdun, 1959
- Cercaria helvatica Dubois, 1929
- Cercaria laticauda Wesenber-Lund, 1934
- Cercaria ephemera Nitzsch, 1807
- Cercaria baltica Markowski, 1936
- Cercaria grisea Markowski, 1936
- Cercaria caulleryi Markowski, 1936
- Cercaria notabilis Niewiadomska, 1966
- Cercaria clavicauda Niewiadomska, 1970
- Cercaria cyclopoides Niewiadomska, 1981